# Othello (gioco)
Othello (anche detto Reversi o Voltafaccia) è un gioco da tavolo astratto a informazione perfetta, per due giocatori.

## ReversieOthello
|   | a  | b  | c  | d   | e   | f  | g  | h  |   |
| 1 | a1 | b1 | c1 | d1  | e1  | f1 | g1 | h1 | 1 |
| 2 | a2 | b2 | c2 | d2  | e2  | f2 | g2 | h2 | 2 |
| 3 | a3 | b3 | c3 | d3  | e3  | f3 | g3 | h3 | 3 |
| 4 | a4 | b4 | c4 | d4O | e4X | f4 | g4 | h4 | 4 |
| 5 | a5 | b5 | c5 | d5X | e5O | f5 | g5 | h5 | 5 |
| 6 | a6 | b6 | c6 | d6  | e6  | f6 | g6 | h6 | 6 |
| 7 | a7 | b7 | c7 | d7  | e7  | f7 | g7 | h7 | 7 |
| 8 | a8 | b8 | c8 | d8  | e8  | f8 | g8 | h8 | 8 |
|   | a  | b  | c  | d   | e   | f  | g  | h  |   |

Reversi, inventato da Lewis Waterman nel 1880, è l'antesignano del gioco di Othello che è stato brevettato nel 1971 da Gorō Hasegawa. I due giochi differiscono solo nella configurazione iniziale dell'othelliera: vuota per Reversi, con il preventivo posizionamento di quattro pedine in una configurazione a X per Othello. Othello prevede anche che l'othelliera (la scacchiera dedicata per il gioco) sia di colore verde, con quattro piccoli cerchi di riferimento sulle diagonali a distanza di due caselle dagli angoli. Ciò non è sempre vero nel caso di Reversi.
Othello è un nome brevettato e per questo motivo molte versioni elettroniche o fisiche del gioco detengono la denominazione libera Reversi.
Esistono numerose federazioni nazionali e tornei ufficiali nazionali ed internazionali, compreso un campionato del mondo, tutti facenti riferimento al nome Othello.

## Notazione
|   | a   | b   | c   | d   | e   | f   | g   | h   |   |
| 1 | a1  | b1x | c1o | d1O | e1O | f1o | g1x | h1  | 1 |
| 2 | a2x | b2X | c2  | d2  | e2  | f2  | g2X | h2x | 2 |
| 3 | a3o | b3  | c3  | d3  | e3  | f3  | g3  | h3o | 3 |
| 4 | a4O | b4  | c4  | d4  | e4  | f4  | g4  | h4O | 4 |
| 5 | a5O | b5  | c5  | d5  | e5  | f5  | g5  | h5O | 5 |
| 6 | a6o | b6  | c6  | d6  | e6  | f6  | g6  | h6o | 6 |
| 7 | a7x | b7X | c7  | d7  | e7  | f7  | g7X | h7x | 7 |
| 8 | a8  | b8x | c8o | d8O | e8O | f8o | g8x | h8  | 8 |
|   | a   | b   | c   | d   | e   | f   | g   | h   |   |

Per descrivere lo svolgimento del gioco, ogni casella è individuata da una coppia riga-colonna. Partendo dall'alto, le righe sono numerate dall'uno all'otto mentre, da sinistra a destra, le colonne sono invece individuate dalle prime otto lettere dell'alfabeto. La notazione è simile a quella degli scacchi dove però la numerazione delle colonne parte dalla riga in basso invece che da quella in alto.
|   | a  | b  | c   | d   | e   | f   | g  | h  |   |
| 1 | a1 | b1 | c1  | d1  | e1  | f1  | g1 | h1 | 1 |
| 2 | a2 | b2 | c2  | d2  | e2  | f2  | g2 | h2 | 2 |
| 3 | a3 | b3 | c3  | d3x | e3  | f3  | g3 | h3 | 3 |
| 4 | a4 | b4 | c4x | d4O | e4X | f4  | g4 | h4 | 4 |
| 5 | a5 | b5 | c5  | d5X | e5O | f5x | g5 | h5 | 5 |
| 6 | a6 | b6 | c6  | d6  | e6x | f6  | g6 | h6 | 6 |
| 7 | a7 | b7 | c7  | d7  | e7  | f7  | g7 | h7 | 7 |
| 8 | a8 | b8 | c8  | d8  | e8  | f8  | g8 | h8 | 8 |
|   | a  | b  | c   | d   | e   | f   | g  | h  |   |

Nel prosieguo del gioco può essere utile individuare alcune caselle con delle caratteristiche particolari, a questo proposito le caselle sul bordo, ad eccezione di quelle nell'angolo sono chiamate nell'ordine con le lettere: "C", "A", "B", "B", "A", "C". Le 4 caselle all'incrocio delle caselle "C" prendono, per concludere, il nome "X" (vedi Othelliera n. 2), anche a ricordare l'inopportunità di occupare queste quattro posizioni che danno all'avversario l'indubbio vantaggio di accedere agli angoli.

## Le regole
Le regole per giocare una partita di Othello sono semplici.
Gli strumenti essenziali per giocare una partita sono le pedine (o dischi) e l'othelliera. I giocatori dispongono di 64 dischi bicolori (neri da un lato, bianchi dall'altro) ed il terreno di gioco è costituito da una tavola quadrata di 8 x 8 caselle di colore uniforme.
Prima di iniziare a giocare si posizionano due pedine bianche e due nere nelle quattro caselle centrali dell'othelliera in modo da creare una configurazione a X, orientata come nella figura.
Si muove alternatamente (inizia il nero) appoggiando una nuova pedina in una casella vuota in modo da "imprigionare", tra la pedina che si sta giocando e quelle del proprio colore già presenti sulla scacchiera, una o più pedine avversarie. Per imprigionare si intende chiudere con la propria mossa il lato opposto ancora libero di una pedina o di una intera linea/sequenza di pedine avversarie; tale pedina o sequenza doveva essere già contigua ed allineata ad una nostra pedina, secondo la mossa corrente e secondo le direzioni valide che sono specificate più avanti nel paragrafo. A questo punto le pedine imprigionate devono essere rovesciate e diventano di proprietà di chi ha eseguito la mossa. È possibile catturare pedine in orizzontale, in verticale e in diagonale e, a ogni mossa, può accadere che si girino pedine in più di una direzione. La cattura avviene sempre in linea retta.
Sono ammesse solo le mosse con le quali si gira almeno una pedina, in mancanza di mosse il giocatore salta il turno. Non è possibile passare il turno se esiste almeno una mossa valida.
Quando nessuno dei giocatori ha la possibilità di muovere o quando (più frequentemente) l'othelliera è piena, si contano le pedine e si assegna la vittoria a chi ne ha il maggior numero.
Le regole sono tutte qui e non è difficile apprendere quelle poche nozioni di strategia necessarie per giocare una buona partita.
Nonostante la semplicità delle regole, l'Othello è un gioco strategicamente e tatticamente molto profondo e può essere padroneggiato solo con lungo impegno.

## L'apertura
|   | a  | b  | c  | d   | e   | f  | g  | h  |   |
| 1 | a1 | b1 | c1 | d1  | e1  | f1 | g1 | h1 | 1 |
| 2 | a2 | b2 | c2 | d2  | e2  | f2 | g2 | h2 | 2 |
| 3 | a3 | b3 | c3 | d3X | e3  | f3 | g3 | h3 | 3 |
| 4 | a4 | b4 | c4 | d4X | e4X | f4 | g4 | h4 | 4 |
| 5 | a5 | b5 | c5 | d5X | e5O | f5 | g5 | h5 | 5 |
| 6 | a6 | b6 | c6 | d6  | e6  | f6 | g6 | h6 | 6 |
| 7 | a7 | b7 | c7 | d7  | e7  | f7 | g7 | h7 | 7 |
| 8 | a8 | b8 | c8 | d8  | e8  | f8 | g8 | h8 | 8 |
|   | a  | b  | c  | d   | e   | f  | g  | h  |   |

|   | a  | b  | c   | d   | e   | f  | g  | h  |   |
| 1 | a1 | b1 | c1  | d1  | e1  | f1 | g1 | h1 | 1 |
| 2 | a2 | b2 | c2  | d2  | e2  | f2 | g2 | h2 | 2 |
| 3 | a3 | b3 | c3  | d3X | e3  | f3 | g3 | h3 | 3 |
| 4 | a4 | b4 | c4  | d4X | e4X | f4 | g4 | h4 | 4 |
| 5 | a5 | b5 | c5O | d5O | e5O | f5 | g5 | h5 | 5 |
| 6 | a6 | b6 | c6  | d6  | e6  | f6 | g6 | h6 | 6 |
| 7 | a7 | b7 | c7  | d7  | e7  | f7 | g7 | h7 | 7 |
| 8 | a8 | b8 | c8  | d8  | e8  | f8 | g8 | h8 | 8 |
|   | a  | b  | c   | d   | e   | f  | g  | h  |   |

Data la simmetria dell'othelliera le quattro possibili mosse del nero sono in realtà equivalenti. La prima vera mossa che caratterizza la partita è quella del bianco che ha a disposizione tre diverse scelte. Nelle othelliere numero 5, 6 e 7 sono riportate le tre scelte possibili a partire dalla mossa riportata nell'othelliera numero 4. Le aperture diagonale e perpendicolare sono comunemente usate nei tornei ufficiali mentre l'apertura parallela è poco usata in quanto considerata svantaggiosa.
|   | a  | b  | c   | d   | e   | f  | g  | h  |   |
| 1 | a1 | b1 | c1  | d1  | e1  | f1 | g1 | h1 | 1 |
| 2 | a2 | b2 | c2  | d2  | e2  | f2 | g2 | h2 | 2 |
| 3 | a3 | b3 | c3O | d3X | e3  | f3 | g3 | h3 | 3 |
| 4 | a4 | b4 | c4  | d4O | e4X | f4 | g4 | h4 | 4 |
| 5 | a5 | b5 | c5  | d5X | e5O | f5 | g5 | h5 | 5 |
| 6 | a6 | b6 | c6  | d6  | e6  | f6 | g6 | h6 | 6 |
| 7 | a7 | b7 | c7  | d7  | e7  | f7 | g7 | h7 | 7 |
| 8 | a8 | b8 | c8  | d8  | e8  | f8 | g8 | h8 | 8 |
|   | a  | b  | c   | d   | e   | f  | g  | h  |   |

|   | a  | b  | c  | d   | e   | f  | g  | h  |   |
| 1 | a1 | b1 | c1 | d1  | e1  | f1 | g1 | h1 | 1 |
| 2 | a2 | b2 | c2 | d2  | e2  | f2 | g2 | h2 | 2 |
| 3 | a3 | b3 | c3 | d3X | e3O | f3 | g3 | h3 | 3 |
| 4 | a4 | b4 | c4 | d4X | e4O | f4 | g4 | h4 | 4 |
| 5 | a5 | b5 | c5 | d5X | e5O | f5 | g5 | h5 | 5 |
| 6 | a6 | b6 | c6 | d6  | e6  | f6 | g6 | h6 | 6 |
| 7 | a7 | b7 | c7 | d7  | e7  | f7 | g7 | h7 | 7 |
| 8 | a8 | b8 | c8 | d8  | e8  | f8 | g8 | h8 | 8 |
|   | a  | b  | c  | d   | e   | f  | g  | h  |   |

## Strategia
Un giocatore che ha appena appreso le regole dell'Othello tende istintivamente a trasformare l'obiettivo finale della partita, avere più dischi dell'avversario, in una strategia valida mossa per mossa: cerca di massimizzare ad ogni mossa il numero di dischi capovolti.
Tuttavia, questa strategia si dimostra spesso perdente contro un avversario appena più esperto che conosce l'importanza di altri concetti di base come angoli e mobilità.
La strategia generale dell'Othello può essere riassunta in 4 concetti fondamentali:
- Pedine stabili
- Mobilità
- Sbilanciamenti
- Parità

Questi concetti assumono diverso peso relativo nelle diverse fasi della partita e la valutazione di tali pesi costituisce uno dei principali punti di forza dei giocatori più abili.

### Le pedine stabili
Un disco posato in un angolo non può essere in alcun modo capovolto. Le pedine che non possono essere capovolte dall'avversario si dicono "stabili". Si può notare che,  dopo aver conquistato un angolo, le pedine dello stesso colore ad esso adiacenti su uno dei due lati diventano anch'esse stabili, fino alla fine della partita. Un esempio di pedine stabili è rappresentato nell'othelliera 8, dove attorno all'angolo A1 altre 4 pedine nere garantiscono al nero un totale di 5 punti finali.
|   | a   | b   | c  | d  | e  | f  | g  | h  |   |
| 1 | a1X | b1X | c1 | d1 | e1 | f1 | g1 | h1 | 1 |
| 2 | a2X | b2X | c2 | d2 | e2 | f2 | g2 | h2 | 2 |
| 3 | a3X | b3  | c3 | d3 | e3 | f3 | g3 | h3 | 3 |
| 4 | a4  | b4  | c4 | d4 | e4 | f4 | g4 | h4 | 4 |
| 5 | a5  | b5  | c5 | d5 | e5 | f5 | g5 | h5 | 5 |
| 6 | a6  | b6  | c6 | d6 | e6 | f6 | g6 | h6 | 6 |
| 7 | a7  | b7  | c7 | d7 | e7 | f7 | g7 | h7 | 7 |
| 8 | a8  | b8  | c8 | d8 | e8 | f8 | g8 | h8 | 8 |
|   | a   | b   | c  | d  | e  | f  | g  | h  |   |

L'angolo costituisce quindi un importante obiettivo strategico, ciononostante gli angoli costituiscono solo 4 dei 64 punti che i giocatori si spartiscono a fine partita, devono quindi essere visti più come strumento per la conquista di altre pedine stabili che per il fatto di essere loro stessi pedine stabili.
Per costringere l'avversario a 'cedere' un angolo, ovvero a consentirci di giocare nell'angolo, è necessario che l'avversario abbia, come condizione necessaria ma non sufficiente, una pedina adiacente ad un angolo vuoto, in particolar modo una pedina in casella C o X come indicato nell'othelliera 2. Si vedrà poi con l'esperienza che le caselle X sono particolarmente pericolose proprio per la loro debolezza nel consentire l'accesso all'angolo all'avversario.
L'angolo e le pedine stabili sono quindi un importante obiettivo strategico, da ottenere tramite l'uso dei principi tattici che verranno analizzati nei prossimi paragrafi.

### Mobilità
In molti giochi di tavoliere, poter scegliere al proprio turno tra molte mosse diverse costituisce un vantaggio. Othello non fa eccezione; inoltre, a differenza di altri giochi, nell'Othello le pedine non vengono mosse ma aggiunte, riempiendo il tavoliere fino alla saturazione. Questo fa sì che avvicinandosi al finale le mosse si riducano e la mobilità acquisti ancor più valore.

Riflettendo sulle regole si nota che una mossa è disponibile per un giocatore quando vi sono caselle vuote adiacenti a pedine avversarie, a loro volta adiacenti a pedine del giocatore. Conseguentemente il possesso del centro (del gioco, non del tavoliere) e la minimizzazione delle pedine periferiche è un buon parametro per la massimizzazione della mobilità. In questo contesto avere le pedine compatte e in numero non eccessivo aiuta ulteriormente. Statisticamente avere metà delle pedine dell'avversario è considerato ottimale.
|   | a   | b   | c   | d   | e   | f   | g   | h  |   |
| 1 | a1  | b1o | c1o | d1o | e1o | f1  | g1  | h1 | 1 |
| 2 | a2o | b2x | c2X | d2X | e2o | f2o | g2o | h2 | 2 |
| 3 | a3o | b3X | c3O | d3X | e3X | f3X | g3o | h3 | 3 |
| 4 | a4o | b4X | c4O | d4O | e4O | f4X | g4o | h4 | 4 |
| 5 | a5o | b5X | c5X | d5O | e5O | f5X | g5o | h5 | 5 |
| 6 | a6o | b6o | c6X | d6O | e6O | f6X | g6o | h6 | 6 |
| 7 | a7  | b7o | c7X | d7X | e7X | f7x | g7o | h7 | 7 |
| 8 | a8  | b8o | c8o | d8o | e8o | f8o | g8  | h8 | 8 |
|   | a   | b   | c   | d   | e   | f   | g   | h  |   |

Da notare quindi che la tattica intuitiva di massimizzare le pedine non solo è errata, ma a volte può anche essere peggiorativa, perché avere tante pedine può rendere più difficile avere un alto numero di mosse.
Il modo più semplice per disporre di tante mosse è quello di minimizzare il numero delle proprie pedine, massimizzando quelle dell'avversario, a patto che le nostre poche pedine vengano mantenute compatte e centrali. Infatti, più pedine instabili avversarie sono presenti sull'othelliera, maggiore sarà il numero di mosse disponibili.
Nell'othelliera 9 viene mostrata un'ipotetica posizione in cui il bianco dispone del centro del gioco e il nero ha un gran numero di pedine periferiche: in questa situazione il nero ha 2 sole possibili mosse, mentre il bianco ne ha 24, portando ad un vantaggio strategico enorme del bianco. Questo vantaggio è dovuto al fatto che il nero ha un gran numero di pedine periferiche, ovvero confinanti con caselle vuote, che il bianco può utilizzare come 'ponte' per le proprie mosse, mentre il bianco possiede saldamente il centro del gioco e due sole delle sue pedine confinano con caselle vuote.
|   | a   | b   | c   | d   | e   | f   | g   | h   |   |
| 1 | a1  | b1X | c1X | d1X | e1X | f1X | g1X | h1  | 1 |
| 2 | a2X | b2X | c2X | d2X | e2X | f2X | g2X | h2X | 2 |
| 3 | a3X | b3X | c3X | d3X | e3X | f3X | g3X | h3X | 3 |
| 4 | a4X | b4X | c4X | d4X | e4X | f4X | g4X | h4X | 4 |
| 5 | a5X | b5X | c5X | d5O | e5X | f5X | g5X | h5X | 5 |
| 6 | a6X | b6X | c6X | d6X | e6X | f6X | g6X | h6X | 6 |
| 7 | a7X | b7X | c7X | d7X | e7X | f7X | g7X | h7X | 7 |
| 8 | a8  | b8X | c8X | d8X | e8X | f8X | g8X | h8  | 8 |
|   | a   | b   | c   | d   | e   | f   | g   | h   |   |

Nell'othelliera 10 viene mostrata una situazione estrema, in cui si dimostra quanto possa essere illusorio il disporre di più pedine (instabili). Il bianco infatti vincerà questa partita per 40-24 (nonostante a 4 mosse dalla fine si trovi con una sola pedina contro le 59 del nero), dato che giocherà tutte le ultime mosse costringendo sempre al pass l'avversario.
Per ottimizzare la mobilità è quindi necessario cercare di avere meno pedine periferiche dell'avversario. Per questo motivo alcune mosse sono particolarmente forti e vengono chiamate mosse ideali. Una mossa ideale capovolge una sola pedina, caratterizzata dal fatto di essere completamente circondata da altre pedine (di qualsiasi colore). In questo modo viene minimizzato il numero di pedine periferiche a cui la mossa contribuisce. Spesso vengono considerate mosse ideali anche mosse che girano più di una pedina, purché tutte circondate da altre pedine. In othelliera 11 è mostrato un esempio di mossa ideale per il bianco, perché gira la sola pedina in e5, che è completamente interna allo schema di gioco.
|   | a  | b  | c   | d   | e   | f   | g  | h  |   |
| 1 | a1 | b1 | c1  | d1  | e1  | f1  | g1 | h1 | 1 |
| 2 | a2 | b2 | c2  | d2  | e2  | f2  | g2 | h2 | 2 |
| 3 | a3 | b3 | c3  | d3X | e3O | f3O | g3 | h3 | 3 |
| 4 | a4 | b4 | c4X | d4X | e4X | f4O | g4 | h4 | 4 |
| 5 | a5 | b5 | c5O | d5X | e5X | f5O | g5 | h5 | 5 |
| 6 | a6 | b6 | c6  | d6o | e6X | f6X | g6 | h6 | 6 |
| 7 | a7 | b7 | c7  | d7  | e7  | f7  | g7 | h7 | 7 |
| 8 | a8 | b8 | c8  | d8  | e8  | f8  | g8 | h8 | 8 |
|   | a  | b  | c   | d   | e   | f   | g  | h  |   |

Nel prosieguo della partita, come già visto, il tavoliere tenderà a riempirsi e di conseguenza gli spazi disponibili per le mosse a comprimersi. In questa situazione il numero di mosse per i giocatori tenderà a diminuire, chi avrà più mobilità potrà essere avvantaggiato dal fatto di riuscire a costringere l'avversario a una mossa sconveniente. Ricordiamo infatti che le regole dell'Othello vietano di passare volontariamente, quindi un giocatore che abbia solo mosse sconvenienti sarà obbligato comunque a sceglierne una. Nell'othelliera 12 un esempio di una situazione a ridosso del finale di partita, in cui il bianco è costretto a cedere un angolo a causa della sua ridotta mobilità. Le uniche mosse disponibili al bianco sono infatti g2, g7, h2 e h7, mosse che consentono al nero, immediatamente dopo, la conquista dell'angolo. Questa scarsa mobilità è frutto del gran numero di pedine periferiche del bianco, a discapito di quelle del nero.
|   | a   | b   | c   | d   | e   | f   | g   | h   |   |
| 1 | a1  | b1  | c1O | d1  | e1O | f1O | g1  | h1  | 1 |
| 2 | a2O | b2  | c2O | d2O | e2O | f2O | g2  | h2  | 2 |
| 3 | a3O | b3O | c3O | d3O | e3X | f3X | g3X | h3X | 3 |
| 4 | a4O | b4X | c4X | d4X | e4O | f4X | g4X | h4X | 4 |
| 5 | a5O | b5X | c5X | d5X | e5O | f5O | g5O | h5X | 5 |
| 6 | a6O | b6O | c6O | d6X | e6X | f6X | g6X | h6X | 6 |
| 7 | a7O | b7  | c7O | d7X | e7X | f7O | g7  | h7  | 7 |
| 8 | a8  | b8  | c8O | d8O | e8O | f8O | g8  | h8  | 8 |
|   | a   | b   | c   | d   | e   | f   | g   | h   |   |

Legato al concetto di mobilità vi è quello di tempo di gioco. Guadagnare un tempo di gioco significa giocare una mossa in più rispetto all'avversario, in una certa zona del tavoliere. Spesso ciò accade quando un giocatore opta per una mossa che per qualche motivo impedisce una mossa avversaria, riducendone di fatto la mobilità utile, oppure, come si vedrà in seguito, giocando una mossa più dell'avversario su un determinato lato. Guadagnare un tempo di gioco incrementa la mobilità e conseguentemente fornisce un grande vantaggio strategico.

### Sbilanciamenti
|   | a   | b   | c   | d   | e   | f   | g   | h   |   |
| 1 | a1  | b1O | c1O | d1O | e1O | f1O | g1  | h1  | 1 |
| 2 | a2X | b2  | c2O | d2O | e2O | f2O | g2  | h2  | 2 |
| 3 | a3X | b3O | c3O | d3O | e3X | f3O | g3X | h3X | 3 |
| 4 | a4X | b4X | c4X | d4X | e4O | f4X | g4X | h4X | 4 |
| 5 | a5X | b5X | c5X | d5X | e5O | f5O | g5O | h5X | 5 |
| 6 | a6X | b6O | c6O | d6X | e6X | f6X | g6X | h6X | 6 |
| 7 | a7X | b7  | c7O | d7X | e7X | f7  | g7  | h7  | 7 |
| 8 | a8  | b8O | c8O | d8O | e8  | f8X | g8  | h8  | 8 |
|   | a   | b   | c   | d   | e   | f   | g   | h   |   |

Quando un colore prende possesso di un bordo senza che sia stato preso l'angolo, si dice che si comincia la presa dei bordi, fase tipica del centropartita. In questo caso per bordo si intende sempre una formazione di pedine adiacenti al bordo della othelliera, e con gli angoli adiacenti vuoti.
Prendere i bordi è una delle tattiche più delicate e non verrà coperta tutta in questo articolo. Il giocatore in genere decide di prendere un bordo perché non ha altre mosse che lo aiutino nel costruire una formazione di pedine compatta e centrale, e giocare una mossa sul bordo può consentirgli di conquistare un tempo di gioco. Ciononostante, statisticamente nel finale qualsiasi bordo pesa negativamente sul risultato e il vantaggio immediato in termini di mobilità che può dare la presa di un bordo può rivelarsi uno svantaggio in termini di risultato finale.
In altre parole, spesso giocare su un bordo consente al giocatore di recuperare uno svantaggio in termini di mobilità.
Se consideriamo la presa di un bordo un guadagno di una mossa e quindi un aiuto temporaneo alla mobilità, e considerando che le mosse si alternino sul bordo tra i due giocatori, è importante sottolineare che un bordo con un numero di pedine dispari avrà visto un guadagno di mobilità da parte di un giocatore (che avrà giocato su quel lato una volta di più), mentre un bordo con un numero pari potrà aver portato ben due mosse di guadagno oppure nessuna (avendo i due giocatori posto pari numero di dischi su quel bordo).
Un bordo si dice bilanciato quando è simmetrico rispetto all'asse centrale. Un bordo si dice sbilanciato quando non è simmetrico e in particolare va a coprire una delle caselle C. Nell'othelliera 13 il lato nord ed il lato sud sono sbilanciati per il bianco (con un 5 e un 3+1), mentre il lato est e il lato ovest sono bilanciati per il nero (con un 6 e un 4).
I lati bilanciati sono considerati nettamente più forti, in particolar modo il 6 è statisticamente la formazione più stabile. Le formazioni sbilanciate, invece, sono considerate deboli perché spesso sono attaccabili. Come già indicato, se un lato sbilanciato è composto di un solo colore, avrà un numero dispari di pedine e quindi avrà portato un vantaggio di mobilità immediato al possessore del bordo, che avrà quindi barattato un guadagno immediato con una posizione di debolezza e quindi di possibile svantaggio nel finale.
|   | a   | b   | c   | d   | e   | f   | g   | h   |   |
| 1 | a1  | b1O | c1O | d1O | e1O | f1O | g1  | h1  | 1 |
| 2 | a2X | b2  | c2O | d2O | e2O | f2O | g2  | h2X | 2 |
| 3 | a3X | b3X | c3O | d3O | e3X | f3X | g3X | h3X | 3 |
| 4 | a4X | b4X | c4X | d4X | e4O | f4X | g4X | h4X | 4 |
| 5 | a5X | b5X | c5X | d5X | e5O | f5O | g5O | h5X | 5 |
| 6 | a6X | b6X | c6X | d6X | e6X | f6X | g6X | h6X | 6 |
| 7 | a7  | b7  | c7O | d7X | e7O | f7O | g7  | h7  | 7 |
| 8 | a8  | b8  | c8O | d8O | e8O | f8O | g8O | h8  | 8 |
|   | a   | b   | c   | d   | e   | f   | g   | h   |   |

L'attacco ad una formazione sbilanciata avviene in genere tramite un sacrificio: il giocatore che attacca cede un angolo, ma ne ottiene un vantaggio superiore immediatamente dopo. Gli esempi di attacco più semplici sono quelli sui cinque.
In othelliera 14 viene mostrata una posizione in cui vi sono quattro formazioni da cinque pedine.
- Il bianco giocando in b7 può attaccare il cinque nero di sinistra. Infatti, dopo b7 il nero potrà prendere l'angolo a8, ma il bianco potrà inserire in a7. Il bianco avrà ceduto l'angolo in basso a sinistra, ma avrà nel contempo attaccato il cinque di sinistra conquistando tutto il lato e l'angolo a1, e quindi 7 pedine stabili. Da notare che dopo b7 il nero non può giocare a7, perché questa mossa girerebbe la pedina in b7. Questo è un esempio di attacco al 5 funzionante (anche se non necessariamente conveniente per motivi di parità che verranno spiegati successivamente).
- Il bianco può anche attaccare il cinque di destra del nero, giocando in g7. Allo stesso modo, il nero potrà prendere l'angolo h8, ma immediatamente dopo il bianco avrà modo di inserirsi in h7 conquistando tutto il bordo di destra. Da notare che dopo g7 il nero non può giocare h7, perché questa mossa girerebbe la pedina in g7. Questo è un esempio di attacco al 5 funzionante.
- Il nero può cercare di attaccare invece il cinque del lato sud del bianco, giocando in b7. Purtroppo questo attacco non funzionerà: infatti il bianco potrà aspettare di prendere l'angolo e giocare prima in b8, senza il rischio di girare la pedina nella casella X come nei due casi precedenti. Questo è quindi un esempio di attacco al 5 non funzionante.
- Il nero vorrebbe poter attaccare anche il cinque bianco del lato nord, ma ciò gli è impossibile perché non ha modo di giocare in g2. L'attacco è quindi al momento impossibile e il cinque bianco è perfettamente protetto.

|   | a   | b   | c   | d   | e   | f   | g   | h   |   |
| 1 | a1  | b1O | c1O | d1O | e1O | f1  | g1  | h1  | 1 |
| 2 | a2X | b2  | c2O | d2O | e2O | f2  | g2  | h2O | 2 |
| 3 | a3X | b3X | c3O | d3O | e3X | f3O | g3O | h3O | 3 |
| 4 | a4X | b4X | c4X | d4X | e4O | f4X | g4O | h4O | 4 |
| 5 | a5X | b5X | c5X | d5X | e5O | f5X | g5O | h5  | 5 |
| 6 | a6  | b6X | c6X | d6O | e6X | f6X | g6O | h6  | 6 |
| 7 | a7O | b7  | c7O | d7X | e7O | f7O | g7  | h7  | 7 |
| 8 | a8  | b8O | c8O | d8O | e8O | f8O | g8O | h8  | 8 |
|   | a   | b   | c   | d   | e   | f   | g   | h   |   |

In linea di massima tutti i bordi sbilanciati possono essere in qualche modo attaccabili, e più è lo sbilanciamento, più è la debolezza del bordo. 
Nel caso della othelliera 15 vediamo altre posizioni in cui possono avvenire attacchi.
- A destra il nero può attaccare il 3 sbilanciato del bianco. Le opzioni che ha sono di giocare in h6, guadagnando un tempo di gioco (e lasciando quindi la situazione non sostanzialmente diversa, ma delegando al bianco la mossa successiva), oppure di giocare in h5. In questo caso il bianco si vede costretto a rispondere in h6, per evitare di cedere l'angolo, e la formazione di destra si tramuta in un cinque perfettamente attaccabile dal nero in g7. Da notare che h7 non è da prendersi in considerazione perché una successiva h6 del bianco cederebbe l'angolo h8.
- A sud non c'è sbilanciamento, non c'è quindi modo che il nero attacchi il bianco.
- A sinistra la situazione prevede due formazioni sbilanciate, una per entrambi i colori. Il bianco può quindi attaccare questa formazione giocando in b7, in modo da potersi inserire in a6 dopo la possibile futura presa d'angolo del nero in a8. L'attacco del bianco è quindi funzionante. Allo stesso modo il nero può attaccare giocando in b2, purtroppo però dopo la presa dell'angolo a1 da parte del bianco, il nero non ha accesso ad a6, rendendo l'attacco vano e non funzionante.
- A nord la situazione più complessa. Il nero può agire come per la situazione di destra, forzando lo sbilanciamento per guadagnare una mossa, giocando quindi in f1 (il bianco deve giocare in g1 e il nero gioca in f2 guadagnando un tempo di gioco). Ciononostante l'attacco più efficace è un difficile attacco denominato Stoner trap. In questo caso il nero può giocare subito in g2. Questa particolare posizione consente con g2 al nero di prendere tutte le pedine della diagonale, così che il bianco non possa andare subito in angolo h1. Il bianco sarà quindi forzato a fare un'altra mossa, per prendere una pedina della diagonale, ma subito dopo la mossa del bianco il nero potrà giocare in f1 (!), creando una situazione drammatica per il bianco, che non potrà che cedere il lato nord senza aver risposta.

### Parità
La parità si basa sull'idea che, al termine della partita, le pedine girate in un particolare spazio siano tendenzialmente superiori in numero per il giocatore che ha avuto modo di posizionare l'ultima pedina. In questo senso è conveniente giocare in uno spazio dispari, ovvero una zona di othelliera con un numero dispari di caselle vuote, rispetto ad uno spazio pari. Si dice che un giocatore ha la parità quando tutti gli spazi rimasti del tavoliere in cui può giocare l'avversario sono pari.
|   | a   | b   | c   | d   | e   | f   | g   | h   |   |
| 1 | a1  | b1  | c1  | d1O | e1O | f1O | g1  | h1  | 1 |
| 2 | a2  | b2  | c2  | d2O | e2X | f2O | g2  | h2  | 2 |
| 3 | a3X | b3X | c3X | d3O | e3X | f3X | g3O | h3O | 3 |
| 4 | a4X | b4O | c4X | d4O | e4O | f4X | g4O | h4O | 4 |
| 5 | a5X | b5X | c5X | d5X | e5X | f5X | g5X | h5O | 5 |
| 6 | a6X | b6X | c6X | d6O | e6X | f6O | g6O | h6O | 6 |
| 7 | a7  | b7  | c7O | d7X | e7O | f7O | g7  | h7O | 7 |
| 8 | a8  | b8  | c8O | d8O | e8O | f8O | g8  | h8  | 8 |
|   | a   | b   | c   | d   | e   | f   | g   | h   |   |

Dato che il numero di caselle dell'othelliera è pari e il primo giocatore a posizionare una pedina è il nero, se non vi sono pass il bianco ha la parità naturalmente. Tuttavia, il nero può conquistare la parità creando uno spazio dispari in cui il bianco non può entrare, e giocando nel resto del tavoliere.
Nella othelliera 16 le caselle vuote complessive sono dispari, e il turno è al bianco, ma lo spazio in basso a destra, dispari e inaccessibile dal bianco, garantisce che la parità ora sia del nero. Il bianco infatti può solo giocare in spazi pari, nei quali il nero potrà sempre giocare come ultimo, guadagnando preziose pedine per il finale di partita.
Il fatto che il bianco abbia la parità naturalmente, costituisce una asimmetria nelle tattiche di gioco. In generale il bianco tende infatti a mantenere un gioco più conservativo, proiettato verso un finale più tranquillo in cui far valere la parità. Per farlo tenderà a terminare la partita senza spazi dove uno solo dei colori possa giocare, senza consentire ad un colore il possesso di una o due diagonali, senza lati con situazioni di sbilanciamento multiplo.
Il nero, viceversa, tende in genere ad un gioco più aggressivo e quindi più basato sulla mobilità. In questa maniera può costringere fin dal centro-partita il bianco a cedere vantaggi posizionali o a prendere sbilanciamenti. Cercherà quindi di arrivare ad un finale con sbilanciamenti e attacchi che rendano difficile e poco influente il calcolo della parità nel finale.
Naturalmente queste tattiche sono puramente indicative e capita spesso che bianco e nero si invertano i ruoli tattici, sulla base di situazioni o dello stile dei giocatori coinvolti.
La parità è apparentemente semplice, ma in genere è un concetto davvero dominato solo dai grandi giocatori, in quanto molto complesso in situazioni di finali con bordi sbilanciati e misti.

## Notazione
Per documentare le partite, in particolar modo quelle dei tornei ufficiali, viene utilizzato in tutto il mondo un sistema di notazione standard. La notazione riflette il fatto che, secondo le regole di Othello, nessuna pedina viene mai mossa, il referto vuoto è un quindi quadrato 8x8 rappresentante una othelliera vuota, tranne per le quattro caselle centrali. Le mosse sono numerate da 1 a 60 e il numero viene scritto nel quadratino corrispondente alla casella in cui è stata posta la pedina per giocare la mossa. I due giocatori, avendo una visuale opposta dell'othelliera, avranno due referti speculari. Non viene indicato il pass (il giocatore il cui avversario ha passato continuerà ad inserire le mosse senza saltare alcun numero). Nel caso la partita finisca prima delle 60 mosse, verranno lasciate caselle non scritte.
I referti vengono poi consegnati per una verifica di correttezza delle partite, per l'inserimento nei database ufficiali e per il calcolo del rating.
È possibile scaricare un referto vuoto dal sito di Othello News.

## L'Othelloin Italia
In Italia, la diffusione del gioco è affidata alla Federazione Nazionale Gioco Othello e Reversi (FNGO) che cura il collegamento con gli appassionati e organizza tornei e manifestazioni. In particolare la Federazione organizza e/o coordina i tre principali eventi nazionali, ovvero
- il Campionato Italiano, torneo aperto a tutti e diviso in due sotto-tornei: il campionato di categoria, vietato ai giocatori col titolo di Candidato Maestro o superiore, e il campionato assoluto. Il torneo si dipana su due giornate, una prima in cui viene tenuto un torneo con sistema di accoppiamento italo - svizzero, una seconda giornata in cui i primi quattro si contendono il titolo con formula a eliminazione diretta.
- il Gran Maestro, torneo ad inviti destinato ai migliori 8 giocatori del ranking nazionale ed organizzato con sistema di accoppiamento all'italiana.
- In collaborazione coi comitati Regionali, il Gran Prix Italiano, torneo a tappe giocato in diverse città con una classifica finale basata sui risultati conseguiti in ciascun torneo.

Il vincitore di ognuno dei suddetti eventi rappresenta l'Italia ai successivi Campionati del Mondo, organizzati ogni anno dalla Federazione Mondiale (World Othello Federation).
Il milanese Michele Borassi è stato il primo italiano a conquistare il titolo di campione del mondo (Oslo, novembre 2008).  Nella stessa occasione la nazionale italiana, composta da Michele Borassi, Donato Barnaba e Roberto Sperandio, è giunta seconda alle spalle del Giappone.
Nel 2010 ai mondiali tenutisi a novembre a Roma Michele Borassi è giunto secondo.
In collaborazione con i Comitati Regionali, la Federazione gestisce anche una serie di tornei minori in diverse città italiane (Roma, Napoli, Genova, Padova, Udine e Ferrara sono solo alcuni tra gli esempi più illustri), presiede agli eventi ludici nazionali ed organizza corsi gratuiti, al fine di avvicinare il gioco a neofiti ed appassionati.

### Albo d'oro campionato italiano
Albo d'oro dei giocatori vincitori del campionato italiano master:
| Anno | Vincitore            | Secondo classificato | Terzo classificato    |
| ---- | -------------------- | -------------------- | --------------------- |
| 1978 | Pier Andrea Morolli  | Vincenzo Peccerillo  |                       |
| 1979 | Vincenzo Peccerillo  | Rodolfo Liuzzi       | Biagio Privitera      |
| 1980 | Non assegnato        | Non assegnato        | Non assegnato         |
| 1981 | Pier Andrea Morolli  | Vincenzo Peccerillo  | Biagio Privitera      |
| 1982 | Pier Andrea Morolli  | Vincenzo Peccerillo  | Emanuele Neri         |
| 1983 | Paolo Ghirardato     | Vincenzo Peccerillo  | Augusto Brusca        |
| 1984 | Augusto Brusca       | Paolo Ghirardato     | Alberto Ranieri       |
| 1985 | Paolo Ghirardato     | Augusto Brusca       | Emanuele Neri         |
| 1986 | Paolo Ghirardato     | Luigi Puzzo          | Augusto Brusca        |
| 1987 | Augusto Brusca       | Francesco Marconi    | Paolo Ghirardato      |
| 1988 | Paolo Ghirardato     | Francesco Marconi    | Alessandro Maccheroni |
| 1989 | Paolo Ghirardato     | Augusto Brusca       | Mauro Perotti         |
| 1990 | Francesco Marconi    | Andrea Silvola       | Mauro Perotti         |
| 1991 | Francesco Marconi    | Mauro Perotti        | Augusto Brusca        |
| 1992 | Francesco Marconi    | Augusto Brusca       | Donato Barnaba        |
| 1993 | Stefano Antonelli    | Mauro Perotti        | Roberto Tramma        |
| 1994 | Francesco Marconi    | Marco Venerito       | Benedetto Romano      |
| 1995 | Benedetto Romano     | Donato Barnaba       | Andrea Silvola        |
| 1996 | Benedetto Romano     | Andrea Silvola       | Donato Barnaba        |
| 1997 | Andrea Silvola       | Roberto Sperandio    | Benedetto Romano      |
| 1998 | Benedetto Romano     | Pierluigi Stanzione  | Giuseppe Menozzi      |
| 1999 | Francesco Marconi    | Alessandro Tucci     | Andrea Silvola        |
| 2000 | Francesco Marconi    | Andrea Silvola       | Donato Barnaba        |
| 2001 | Francesco Marconi    | Giuseppe Menozzi     | Donato Barnaba        |
| 2002 | Roberto Sperandio    | Francesco Marconi    | Benedetto Romano      |
| 2003 | Andrea Silvola       | Donato Barnaba       | Damiano Sperandio     |
| 2004 | Roberto Sperandio    | Donato Barnaba       | Andrea Silvola        |
| 2005 | Michele Borassi      | Alessandro Di Mattei | Donato Barnaba        |
| 2006 | Michele Borassi      | Alessandro Di Mattei | Donato Barnaba        |
| 2007 | Michele Borassi      | Roberto Sperandio    | Francesco Marconi     |
| 2008 | Michele Borassi      | Alessandro Di Mattei | Donato Barnaba        |
| 2009 | Francesco Marconi    | Michele Borassi      | Alessandro Di Mattei  |
| 2010 | Michele Borassi      | Alessandro Di Mattei | Roberto Sperandio     |
| 2011 | Francesco Marconi    | Roberto Sperandio    | Alessandro Di Mattei  |
| 2012 | Michele Borassi      | Alessandro Di Mattei | Roberto Sperandio     |
| 2013 | Michele Borassi      | Alessandro Di Mattei | Francesco Marconi     |
| 2014 | Michele Borassi      | Francesco Marconi    | Alessandro Di Mattei  |
| 2015 | Roberto Sperandio    | Francesco Marconi    | Alessandro Di Mattei  |
| 2016 | Alessandro Di Mattei | Paolo Scognamiglio   | Domenico Palladino    |
| 2017 | Alessandro Di Mattei | Roberto Sperandio    | Francesco Marconi     |
| 2018 | Roberto Sperandio    | Alessandro Di Mattei | Francesco Marconi     |
| 2019 | Alessandro Di Mattei | Roberto Sperandio    | Benedetto Romano      |
| 2020 | Non assegnato        | Non assegnato        | Non assegnato         |
| 2021 | Roberto Sperandio    | Alessandro Di Mattei | Domenico Palladino    |
| 2022 | Roberto Sperandio    | Alessandro Di Mattei | George Ortiz          |
| 2023 | Roberto Sperandio    | Paolo Scognamiglio   | Alessandro Di Mattei  |

### Albo d'oro Gran Maestro
Albo d'oro dei vincitori del Gran Maestro italiano, torneo a inviti riservato ai top player della classifica rating:
| Anno | Città                | Vincitore            | Secondo classificato | Terzo classificato   |
| ---- | -------------------- | -------------------- | -------------------- | -------------------- |
| 1985 | Roma                 | Paolo Ghirardato     | Augusto Brusca       | Piero Zama           |
| 1986 | Orvieto (TR)         | Augusto Brusca       | Francesco Marconi    | Paolo Ghirardato     |
| 1987 | Roma                 | Paolo Ghirardato     | Francesco Marconi    | Augusto Brusca       |
| 1988 | Roma                 | Francesco Marconi    | Augusto Brusca       | Alberto Ranieri      |
| 1989 | Roma                 | Francesco Marconi    | Luigi Puzzo          | Roberto Tramma       |
| 1990 | Roma                 | Francesco Marconi    | Luigi Puzzo          | Augusto Brusca       |
| 1991 | Roma                 | Augusto Brusca       | Francesco Marconi    | Walner Tardia        |
| 1992 | Todi (PG)            | Augusto Brusca       | Andrea Silvola       | Francesco Marconi    |
| 1993 | Aprilia (LT)         | Francesco Marconi    | Andrea Silvola       | Mauro Perotti        |
| 1994 | Roma                 | Francesco Marconi    | Donato Barnaba       | Andrea Silvola       |
| 1995 | Roma                 | Francesco Marconi    | Benedetto Romano     | Andrea Silvola       |
| 1996 | Roma                 | Roberto Sperandio    | Mauro Perotti        | Alessandro Tucci     |
| 1997 | Torre del Greco (NA) | Roberto Sperandio    | Benedetto Romano     | Andrea Silvola       |
| 1998 | Torino (TO)          | Paolo Fasce          | Giorgio Castellano   | Giuseppe Menozzi     |
| 1999 | Roma                 | Roberto Sperandio    | Pierluigi Stanzione  | Benedetto Romano     |
| 2000 | Roma                 | Andrea Silvola       | Roberto Sperandio    | Francesco Marconi    |
| 2001 | Roma                 | Francesco Marconi    | Marco Ferrando       | Pierluigi Stanzione  |
| 2002 | Recco (GE)           | Donato Barnaba       | Giuseppe Menozzi     | Marco Ferrando       |
| 2003 | Recco (GE)           | Roberto Sperandio    | Francesco Marconi    | Donato Barnaba       |
| 2004 | Recco (GE)           | Roberto Sperandio    | Donato Barnaba       | Giuseppe Menozzi     |
| 2005 | Aprilia (LT)         | Francesco Marconi    | Donato Barnaba       | Benedetto Romano     |
| 2006 | Recco (GE)           | Francesco Marconi    | Roberto Sperandio    | Alessandro Di Mattei |
| 2007 | Roma                 | Michele Borassi      | Alessandro Di Mattei | Donato Barnaba       |
| 2008 | Aprilia (LT)         | Roberto Sperandio    | Michele Borassi      | Domenico Palladino   |
| 2009 | Recco (GE)           | Michele Borassi      | Donato Barnaba       | Roberto Sperandio    |
| 2010 | Roma                 | Michele Borassi      | Donato Barnaba       | Roberto Sperandio    |
| 2011 | Roma                 | Michele Borassi      | Francesco Marconi    | Alessandro Di Mattei |
| 2012 | Roma                 | Michele Borassi      | Roberto Sperandio    | Alessandro Di Mattei |
| 2013 | Roma                 | Alessandro Di Mattei | Michele Borassi      | Paolo Scognamiglio   |
| 2014 | Roma                 | Roberto Sperandio    | Alessandro Di Mattei | Francesco Marconi    |
| 2015 | Roma                 | Michele Borassi      | Francesco Marconi    | Roberto Sperandio    |
| 2016 | Roma                 | Alessandro Di Mattei | Francesco Marconi    | Roberto Sperandio    |
| 2017 | Roma                 | Francesco Marconi    | Alessandro Di Mattei | Paolo Scognamiglio   |
| 2018 | Roma                 | Roberto Sperandio    | Alessandro Di Mattei | Paolo Scognamiglio   |
| 2019 | Roma                 | Paolo Scognamiglio   | Damiano Foschi       | Roberto Sperandio    |
| 2020 | Non assegnato        | Non assegnato        | Non assegnato        | Non assegnato        |
| 2021 | Non assegnato        | Non assegnato        | Non assegnato        | Non assegnato        |
| 2022 | Roma                 | Alessandro Di Mattei | Roberto Sperandio    | Domenico Palladino   |
| 2023 | Roma                 | Alessandro Di Mattei | Roberto Sperandio    | Paolo Scognamiglio   |

### Il rating
Per valutare la forza di ciascun giocatore e stilarne la classifica, la FNGO ha adottato nei primi anni 80 un sistema di tipo ELO, derivato da quello in uso negli scacchi e con modifiche proposte e realizzate da Biagio Privitera. Queste modifiche avevano soprattutto lo scopo di tener conto non soltanto del risultato di una partita (vittoria / patta / sconfitta) come negli scacchi, ma anche della differenza-pedine, peculiarità dell'Othello.
Successivamente, per rimediare a difetti (soprattutto inflattivi) della formulazione originaria, Beppi Menozzi e Donato Barnaba hanno proposto nel 1997 l'adozione di un sistema di tipo Glicko, anch'esso  derivato dall'ELO, ma con maggior stabilità dovuta alla presenza del parametro RD (Rating Deviation). Tale parametro misura l'affidabilità dei punteggi assegnati, migliorando ogniqualvolta viene giocata una partita, e viceversa peggiorando automaticamente col passare del tempo. 
Contestualmente all'adozione del Glicko, per dare un miglior riconoscimento al valore nell'ambito della categoria dei Maestri (il cui numero era molto cresciuto a causa dell'inflazione indotta dall'ELO), Beppi Menozzi e Francesco Marconi hanno proposto di assegnare un titolo onorifico basato sul calcolo dei DAN. Il sistema è trasversale rispetto al ranking numerico, in quanto non prende in considerazione le partite giocate ma solo i risultati ottenuti da un giocatore nell'arco del proprio migliore quinquennio nei principali tornei nazionali e internazionali. Il sistema utilizza punti che vengono convertiti in DAN attraverso una scala logaritmica. Il miglior livello di questo titolo onorifico è stato ottenuto da Michele Borassi e Alessandro Di Mattei, che hanno raggiunto i 6 DAN rispettivamente nel 2010 e nel 2022.
Il rating viene calcolato in Italia solo per le partite ufficiali (non vengono quindi conteggiate amichevoli o partite non organizzate dalla federazione), che rispettino alcuni vincoli, come il tempo minimo per giocatore.
Altre federazioni utilizzano diversi sistemi di rating ed esiste anche una classifica gestita a livello internazionale.

## Othellonel mondo
A livello internazionale numerose federazioni organizzano annualmente campionati e tornei, e presentano una squadra ai campionati del mondo.
I campionati del mondo si tengono ogni anno in una nazione diversa, senza interruzione dal 1977 e raccolgono decine di squadre nazionali con la limitazione di un massimo di 3 giocatori per squadra principale e 1 rappresentante femminile.
La World Othello Federation organizza tutti gli eventi mondiali e si occupa di gestire rating globali e mantenere gli albi d'oro.

## Software
Esiste molto software gratuito anche di elevatissimo livello, sia per giocare, sia per studiare Othello.
Molti programmi gratuiti sono scaricabili dal sito della federazione francese che ne mantiene una lista aggiornata.
Tra i programmi gratuiti più noti vi sono:
WZebra - programma per Windows di Gunnar Andersson, estremamente forte e molto usato per allenamento.
Cassio - programma per Macintosh di Stéphane Nicolet, anch'esso molto forte.
Happy End Archiviato il 18 marzo 2016 in Internet Archive. - programma per Windows di Beppi Menozzi, specifico per allenamento sui finali di partita.
Su un computer desktop il gioco dell'Othello 8x8 non è risolvibile, quindi nessun programma al momento è in grado di garantire che le mosse suggerite siano perfette. Tipicamente è comunque possibile valutare partite di Othello con funzioni empiriche e statistiche molto precise. Programmi come quelli elencati in precedenza possono calcolare finali perfetti fino a circa 25-32 mosse, a seconda della complessità della posizione, e valutare il centropartita a profondità (ply) 22-28, con margine di errore vicino a zero.
Il miglior programma di Othello attualmente esistente è SAIO dell'italiano Benedetto Romano.
Sfruttando una libreria di aperture di oltre 18gb riesce a fornire valori sostanzialmente sicuri, disponibile a pagamento per tutte le piattaforme, è un programma di livello professionale, consigliato principalmente ai maestri, ma offre molte funzioni di gioco e studio utili a tutti.

## Online
Per la sua semplicità e immediatezza Othello/Reversi è sempre stato molto presente come gioco di riflessione online. Al momento esistono numerosi sistemi completamente gratuiti per giocare contro avversari di tutti i livelli e di tutto il mondo:
- PlayOK: gioco in tempo reale, rating. Interessante possibilità di giocare da posizioni di partenza diverse da quella standard, ma considerate comunque pari (Xot).
- Othello Quest: gioco in tempo reale, rating. Molto rapido negli accoppiamenti e disponibile anche come app.
- Little Golem: gioco in differita, rating. Numerose forme di torneo e possibilità di giocare Reversi 10x10.
- It's Your Turn: gioco in differita, rating. Numerose forme di torneo e possibilità di giocare numerose varianti, tra cui Reversi 6x6.
- Board Game Arena: gioco in tempo reale e in differita.
- eOthello: gioco in differita, rating, giocatori verificati dalla W.O.F. (World Othello Federation). Interessante possibilità di giocare numerose varianti del gioco: anti-Othello, Othello 10x10, Xot Othello.

## Soluzione del gioco
Othello è un gioco risolto su scacchiere da 4x4 e 6x6, con il secondo giocatore (il bianco) che vince giocando in maniera perfetta.
Anche se non è stato risolto matematicamente, la versione 8x8 è stata di fatto risolta. L'analisi al computer mostra migliaia di linee che finiscono in pareggio e che risultano plausibilmente linee perfette, anche se nessuna di esse è mai stata provata.

### Othello 4x4
L'albero del gioco Othello 4x4 è molto piccolo ed è stato facilmente risolto, con una vittoria per il secondo giocatore, bianco, di 11-3.

### Othello 6x6
Othello 6x6 ha un albero di mosse di circa mille miliardi di mosse, ed è stato risolto in un centinaio di ore da parecchi programmi, conducendo ad una vittoria del secondo giocatore, bianco, per 4 pedine, ovvero 16-20.
Othello 6x6 è comunque giocato su alcuni siti, come ItsYourTurn, e risulta essere un gioco estremamente tattico.

### Othello 8x8
La dimensione dell'albero di mosse di Othello 8x8 è stimata essere 1054 nodi, e il numero di posizioni legali è stimato essere almeno 1028. Anche se non è stato ancora risolto matematicamente, una soluzione potrebbe essere trovata usando calcolo intensivo con programmi top su hardware parallelo o tramite calcolo distribuito.
Alcuni programmi di altissimo livello sono andati avanti espandendo i loro libri di apertura per molti anni ormai, ottenendo chiare indicazioni statistiche dei risultati di vittoria o pareggio per molte specifiche linee di gioco.
Sulla base di tale statistiche, appare ormai probabile che l'apertura diagonale e perpendicolare conducano, a gioco perfetto, a pareggi, mentre l'apertura parallela sia una vittoria per il nero. Sembra anche che l'albero di possibili linee di pareggio dell'apertura diagonale sia più grande di quello dell'apertura perpendicolare.

## Varianti
Alcuni siti e alcuni programmi propongono varianti delle regole ufficiali di Othello, anche se non risulta per alcuna di queste varianti l'esistenza di una federazione o di qual si voglia torneo ufficiale o classifica.

### Reversi
Il tavoliere inizialmente è vuoto e i giocatori dispongono le pedine nelle 4 caselle centrali a turno. Ciò conduce, a meno di riflessioni, a due diverse posizioni di partenza. La posizione alternativa a quella ufficiale dettata dalle regole di Othello appare in realtà sconveniente per il nero, che tenderà quindi ad evitarla, riconducendosi alla posizione di partenza tradizionale.

### Dimensioni diverse
Come già visto in precedenza nulla vieta di utilizzare othelliere di diverse dimensioni. Il gioco tende ad assumere caratteristiche fortemente tattiche (ovvero a favorire lo studio delle sequenze di mosse anziché della posizione delle pedine) man mano che la dimensione cala. Con othelliere più grandi della tradizionale il gioco tende invece ad essere più strategico (ovvero favorire concetti posizionali come la conquista del centro e la compattezza).

### Forme diverse
Così come dimensioni diverse, alcuni programmi propongono anche Othello su othelliere di forma diverse: rettangolari, ottagonali, di forme irregolari o con buchi. Nonostante la forma possa variare moltissimo, ciò non cambia sostanzialmente i principi tattici e strategici di gioco.

### Anti-reversi o Othello a perdere
Il giocatore vincente è quello che ha meno pedine alla fine della partita. La caratteristica delle posizioni deboli in Othello è che esse possono venire attaccate. Giocando a perdere, però, un giocatore non ha interesse ad attaccare una posizione debole. Allo stesso modo, le regioni di pedine stabili devono essere fortemente evitate. Per forzare la presa di un angolo e delle conseguenti pedine stabili, però, è necessario non più limitarsi al controllo delle caselle X, ma anche delle caselle C adiacenti. Per farlo è indispensabile il controllo della mobilità, che resta un fattore chiave come nell'Othello tradizionale, mantenendo quindi un numero di pedine periferiche limitato.

### Othello infinito
Non vi sono bordi nell'othelliera e il gioco termina al termine delle pedine. Certamente una variante interessante, perché nonostante venga perduta tutta la tattica legata ai bordi, le ultime decisive mosse dipendono da alcune pedine fondamentali, la cui importanza però non dipende dalla loro posizione sulla othelliera ma dalla posizione relativa rispetto al gruppo delle restanti pedine.
Un'altra variante infinita può essere giocata su una scacchiera toroidale.

### Pass volontario, mosse legali senza girare
Il pass volontario (ovvero pass anche se ci sono mosse disponibili) rende il gioco poco interessante perché il giocatore può evitare di muovere in caso di posizione negativa. Allo stesso modo poter disporre di mosse legali anche senza che venga girata alcuna pedina, renderebbe la creazione di blocchi di pedine stabili molto facile e renderebbe impossibile forzare l'avversario a fare mosse negative.

### Altre varianti
Con pedine potenziate: l'aggiunta di pedine "non girabili", ovvero con lo stesso colore da entrambi i lati.
Con possibilità di blocco: il divieto momentaneo imposto all'avversario di giocare in una certa casella o di girare una certa pedina.
Su othelliera esagonale.
Su othelliera tridimensionale.
Queste varianti hanno sostanzialmente uno scarso impatto su tattica e strategia.